# Wereldbeker alpineskiën 2022/2023
Het FIS wereldbeker alpineskiën seizoen 2022/2023 was het 57e seizoen sinds het seizoen 1966/1967. De reeks wedstrijden werd op zaterdag 22 oktober 2022 geopend met de traditionele reuzenslalom voor vrouwen in het Oostenrijkse ski-oord Sölden in Tirol. Het seizoen werd op zondag 19 maart 2023 afgesloten met een reuzenslalom voor vrouwen en een slalom voor mannen in het Andorreese Soldeu.
De alpineskiër die op het einde van het seizoen de meeste punten had verzameld, won de algemene wereldbeker. Ook per onderdeel werd een apart wereldbekerklassement opgemaakt.

## Mannen

### Kalender
| Datum | Plaats                 | Onderdeel    | Eerste                  | Tweede                  | Derde                   |
| --- | ---------------------- | ------------ | ----------------------- | ----------------------- | ----------------------- |
| 23/10/2022 | Sölden                 | Reuzenslalom | Marco Odermatt          | Žan Kranjec             | Henrik Kristoffersen    |
| 29/10/2022 | Zermatt-Cervinia       | Afdaling     | Afgelast                | Afgelast                | Afgelast                |
| 30/10/2022 | Zermatt-Cervinia       | Afdaling     | Afgelast                | Afgelast                | Afgelast                |
| 13/11/2022 | Lech-Zürs              | Parallel     | Afgelast                | Afgelast                | Afgelast                |
| 25/11/2022 | Lake Louise            | Afdaling     | Afgelast                | Afgelast                | Afgelast                |
| 26/11/2022 | Lake Louise            | Afdaling     | Aleksander Aamodt Kilde | Daniel Hemetsberger     | Marco Odermatt          |
| 27/11/2022 | Lake Louise            | Super G      | Marco Odermatt          | Aleksander Aamodt Kilde | Matthias Mayer          |
| 02/12/2022 | Beaver Creek           | Afdaling     | Afgelast                | Afgelast                | Afgelast                |
| 03/12/2022 | Beaver Creek           | Afdaling     | Aleksander Aamodt Kilde | Marco Odermatt          | James Crawford          |
| 04/12/2022 | Beaver Creek           | Super G      | Aleksander Aamodt Kilde | Marco Odermatt          | Alexis Pinturault       |
| 10/12/2022 | Val d'Isere            | Reuzenslalom | Marco Odermatt          | Manuel Feller           | Žan Kranjec             |
| 11/12/2022 | Val d'Isere            | Slalom       | Lucas Braathen          | Manuel Feller           | Loïc Meillard           |
| 15/12/2022 | Val Gardena            | Afdaling     | Vincent Kriechmayr      | Marco Odermatt          | Matthias Mayer          |
| 16/12/2022 | Val Gardena            | Super G      | Afgelast                | Afgelast                | Afgelast                |
| 17/12/2022 | Val Gardena            | Afdaling     | Aleksander Aamodt Kilde | Johan Clarey            | Mattia Casse            |
| 18/12/2022 | Alta Badia             | Reuzenslalom | Lucas Braathen          | Henrik Kristoffersen    | Marco Odermatt          |
| 19/12/2022 | Alta Badia             | Reuzenslalom | Marco Odermatt          | Henrik Kristoffersen    | Žan Kranjec             |
| 22/12/2022 | Madonna di Campiglio   | Slalom       | Daniel Yule             | Henrik Kristoffersen    | Linus Straßer           |
| 28/12/2022 | Bormio                 | Afdaling     | Vincent Kriechmayr      | James Crawford          | Aleksander Aamodt Kilde |
| 29/12/2022 | Bormio                 | Super G      | Marco Odermatt          | Vincent Kriechmayr      | Loïc Meillard           |
| 04/01/2023 | Garmisch-Partenkirchen | Slalom       | Henrik Kristoffersen    | Manuel Feller           | Clément Noël            |
| 07/01/2023 | Adelboden              | Reuzenslalom | Marco Odermatt          | Henrik Kristoffersen    | Loïc Meillard           |
| 08/01/2023 | Adelboden              | Slalom       | Lucas Braathen          | Atle Lie McGrath        | Linus Straßer           |
| 13/01/2023 | Wengen                 | Super G      | Aleksander Aamodt Kilde | Stefan Rogentin         | Marco Odermatt          |
| 14/01/2023 | Wengen                 | Afdaling     | Aleksander Aamodt Kilde | Marco Odermatt          | Mattia Casse            |
| 15/01/2023 | Wengen                 | Slalom       | Henrik Kristoffersen    | Loïc Meillard           | Lucas Braathen          |
| 20/01/2023 | Kitzbühel              | Afdaling     | Vincent Kriechmayr      | Florian Schieder        | Niels Hintermann        |
| 21/01/2023 | Kitzbühel              | Afdaling     | Aleksander Aamodt Kilde | Johan Clarey            | Travis Ganong           |
| 22/01/2023 | Kitzbühel              | Slalom       | Daniel Yule             | Dave Ryding             | Lucas Braathen          |
| 24/01/2023 | Schladming             | Slalom       | Clément Noël            | Ramon Zenhäusern        | Lucas Braathen          |
| 25/01/2023 | Schladming             | Reuzenslalom | Loïc Meillard           | Gino Caviezel           | Marco Schwarz           |
| 28/01/2023 | Garmisch-Partenkirchen | Afdaling     | Afgelast                | Afgelast                | Afgelast                |
| 29/01/2023 | Garmisch-Partenkirchen | Reuzenslalom | Afgelast                | Afgelast                | Afgelast                |
| 28/01/2023 | Cortina d'Ampezzo      | Super G      | Marco Odermatt          | Aleksander Aamodt Kilde | Mattia Casse            |
| 29/01/2023 | Cortina d'Ampezzo      | Super G      | Marco Odermatt          | Dominik Paris           | Daniel Hemetsberger     |
| 04/02/2023 | Chamonix               | Slalom       | Ramon Zenhäusern        | AJ Ginnis               | Daniel Yule             |
| 6 tot en met 19 februari 2023: Wereldkampioenschappen alpineskiën 2023 in Courchevel & Méribel (telt niet mee voor wereldbeker) |                        |              |                         |                         |                         |
| 25/02/2023 | Palisades Tahoe        | Reuzenslalom | Marco Schwarz           | Marco Odermatt          | Rasmus Windingstad      |
| 26/02/2023 | Palisades Tahoe        | Slalom       | Alexander Steen Olsen   | Timon Haugan            | Albert Popov            |
| 26/02/2023 | Palisades Tahoe        | Slalom       | Alexander Steen Olsen   | Timon Haugan            | Clément Noël            |
| 03/03/2023 | Aspen                  | Afdaling     | Afgelast                | Afgelast                | Afgelast                |
| 04/03/2023 | Aspen                  | Afdaling     | Aleksander Aamodt Kilde | James Crawford          | Marco Odermatt          |
| 05/03/2023 | Aspen                  | Super G      | Marco Odermatt          | Andreas Sander          | Aleksander Aamodt Kilde |
| 11/03/2023 | Kranjska Gora          | Reuzenslalom | Marco Odermatt          | Alexis Pinturault       | Henrik Kristoffersen    |
| 12/03/2023 | Kranjska Gora          | Reuzenslalom | Marco Odermatt          | Henrik Kristoffersen    | Alexis Pinturault       |
| 15/03/2023 | Soldeu                 | Afdaling     | Vincent Kriechmayr      | Romed Baumann           | Andreas Sander          |
| 16/03/2023 | Soldeu                 | Super G      | Marco Odermatt          | Marco Schwarz           | Aleksander Aamodt Kilde |
| 18/03/2023 | Soldeu                 | Reuzenslalom | Marco Odermatt          | Henrik Kristoffersen    | Marco Schwarz           |
| 19/03/2023 | Soldeu                 | Slalom       | Ramon Zenhäusern        | Lucas Braathen          | Henrik Kristoffersen    |

### Eindstanden
| Algemeen klassement | Algemeen klassement     | Algemeen klassement | Algemeen klassement | Algemeen klassement | Algemeen klassement | Algemeen klassement | Algemeen klassement | Algemeen klassement | Algemeen klassement   | Algemeen klassement | Algemeen klassement |
| #                   | Naam                    | Land                | Punten              | #                   | Naam                | Land                | Punten              | #                   | Naam                  | Land                | Punten              |
| ------------------- | ----------------------- | ------------------- | ------------------- | ------------------- | ------------------- | ------------------- | ------------------- | ------------------- | --------------------- | ------------------- | ------------------- |
| 1                   | Marco Odermatt          | SUI                 | 2042                | 11                  | Žan Kranjec         | SLO                 | 464                 | 21                  | Alexander Steen Olsen | NOR                 | 359                 |
| 2                   | Aleksander Aamodt Kilde | NOR                 | 1340                | 12                  | James Crawford      | CAN                 | 462                 | 22                  | Romed Baumann         | GER                 | 310                 |
| 3                   | Henrik Kristoffersen    | NOR                 | 1154                | 13                  | Gino Caviezel       | SUI                 | 438                 | 22                  | Stefan Rogentin       | SUI                 | 310                 |
| 4                   | Lucas Braathen          | NOR                 | 954                 | 14                  | Mattia Casse        | ITA                 | 431                 | 24                  | Niels Hintermann      | SUI                 | 308                 |
| 5                   | Vincent Kriechmayr      | AUT                 | 953                 | 15                  | Andreas Sander      | GER                 | 421                 | 25                  | Linus Straßer         | GER                 | 306                 |
| 6                   | Loïc Meillard           | SUI                 | 877                 | 16                  | Daniel Hemetsberger | AUT                 | 414                 | 26                  | Justin Murisier       | SUI                 | 297                 |
| 7                   | Marco Schwarz           | AUT                 | 863                 | 17                  | Daniel Yule         | SUI                 | 401                 | 26                  | Filip Zubčić          | CRO                 | 297                 |
| 8                   | Alexis Pinturault       | FRA                 | 839                 | 18                  | Dominik Paris       | ITA                 | 384                 | 28                  | Clément Noël          | FRA                 | 292                 |
| 9                   | Manuel Feller           | AUT                 | 546                 | 19                  | Johan Clarey        | FRA                 | 374                 | 29                  | Ryan Cochran-Siegle   | USA                 | 282                 |
| 10                  | Ramon Zenhäusern        | SUI                 | 467                 | 20                  | Atle Lie McGrath    | NOR                 | 364                 | 30                  | Raphael Haaser        | AUT                 | 274                 |

| Afdaling | Afdaling                | Afdaling | Afdaling |
| #        | Naam                    | Land     | Punten   |
| -------- | ----------------------- | -------- | -------- |
| 1        | Aleksander Aamodt Kilde | NOR      | 760      |
| 2        | Vincent Kriechmayr      | AUT      | 614      |
| 3        | Marco Odermatt          | SUI      | 462      |
| 4        | Johan Clarey            | FRA      | 343      |
| 5        | James Crawford          | CAN      | 326      |
| 6        | Mattia Casse            | ITA      | 288      |
| 7        | Niels Hintermann        | SUI      | 267      |
| 8        | Romed Baumann           | GER      | 244      |
| 9        | Daniel Hemetsberger     | AUT      | 239      |
| 10       | Florian Schieder        | ITA      | 222      |

| Super G | Super G                 | Super G | Super G |
| #       | Naam                    | Land    | Punten  |
| ------- | ----------------------- | ------- | ------- |
| 1       | Marco Odermatt          | SUI     | 740     |
| 2       | Aleksander Aamodt Kilde | NOR     | 512     |
| 3       | Vincent Kriechmayr      | AUT     | 335     |
| 4       | Andreas Sander          | GER     | 265     |
| 5       | Alexis Pinturault       | FRA     | 253     |
| 6       | Stefan Rogentin         | SUI     | 180     |
| 7       | Justin Murisier         | SUI     | 176     |
| 8       | Daniel Hemetsberger     | AUT     | 175     |
| 9       | Dominik Paris           | ITA     | 174     |
| 10      | Stefan Babinsky         | AUT     | 165     |

| Reuzenslalom | Reuzenslalom         | Reuzenslalom | Reuzenslalom |
| #            | Naam                 | Land         | Punten       |
| ------------ | -------------------- | ------------ | ------------ |
| 1            | Marco Odermatt       | SUI          | 840          |
| 2            | Henrik Kristoffersen | NOR          | 660          |
| 3            | Žan Kranjec          | SLO          | 464          |
| 4            | Marco Schwarz        | AUT          | 449          |
| 5            | Alexis Pinturault    | FRA          | 409          |
| 6            | Loïc Meillard        | SUI          | 406          |
| 7            | Lucas Braathen       | NOR          | 372          |
| 8            | Gino Caviezel        | SUI          | 277          |
| 9            | Rasmus Windingstad   | NOR          | 239          |
| 10           | Filip Zubčić         | CRO          | 221          |

| Slalom | Slalom                | Slalom | Slalom |
| #      | Naam                  | Land   | Punten |
| ------ | --------------------- | ------ | ------ |
| 1      | Lucas Braathen        | NOR    | 546    |
| 2      | Henrik Kristoffersen  | NOR    | 494    |
| 3      | Ramon Zenhäusern      | SUI    | 467    |
| 4      | Daniel Yule           | SUI    | 401    |
| 5      | Manuel Feller         | AUT    | 345    |
| 6      | Loïc Meillard         | SUI    | 337    |
| 7      | Linus Straßer         | GER    | 306    |
| 8      | Clément Noël          | FRA    | 292    |
| 9      | Alexander Steen Olsen | NOR    | 275    |
| 10     | Timon Haugan          | NOR    | 231    |

## Vrouwen

### Kalender
| Datum | Plaats                 | Onderdeel    | Eerste                            | Tweede                  | Derde              |
| --- | ---------------------- | ------------ | --------------------------------- | ----------------------- | ------------------ |
| 22/10/2022 | Sölden                 | Reuzenslalom | Afgelast                          | Afgelast                | Afgelast           |
| 05/11/2022 | Zermatt-Cervinia       | Afdaling     | Afgelast                          | Afgelast                | Afgelast           |
| 06/11/2022 | Zermatt-Cervinia       | Afdaling     | Afgelast                          | Afgelast                | Afgelast           |
| 12/11/2022 | Lech-Zürs              | Parallel     | Afgelast                          | Afgelast                | Afgelast           |
| 19/11/2022 | Levi                   | Slalom       | Mikaela Shiffrin                  | Anna Swenn-Larsson      | Petra Vlhová       |
| 20/11/2022 | Levi                   | Slalom       | Mikaela Shiffrin                  | Wendy Holdener          | Petra Vlhová       |
| 26/11/2022 | Killington             | Reuzenslalom | Lara Gut-Behrami                  | Marta Bassino           | Sara Hector        |
| 27/11/2022 | Killington             | Slalom       | Wendy Holdener Anna Swenn-Larsson |                         | Katharina Truppe   |
| 02/12/2022 | Lake Louise            | Afdaling     | Sofia Goggia                      | Corinne Suter           | Cornelia Hütter    |
| 03/12/2022 | Lake Louise            | Afdaling     | Sofia Goggia                      | Nina Ortlieb            | Corinne Suter      |
| 04/12/2022 | Lake Louise            | Super G      | Corinne Suter                     | Cornelia Hütter         | Ragnhild Mowinckel |
| 10/12/2022 | Sestriere              | Reuzenslalom | Marta Bassino                     | Sara Hector             | Petra Vlhová       |
| 11/12/2022 | Sestriere              | Slalom       | Wendy Holdener                    | Mikaela Shiffrin        | Petra Vlhová       |
| 16/12/2022 | Sankt Moritz           | Afdaling     | Elena Curtoni                     | Sofia Goggia            | Corinne Suter      |
| 17/12/2022 | Sankt Moritz           | Afdaling     | Sofia Goggia                      | Ilka Štuhec             | Kira Weidle        |
| 18/12/2022 | Sankt Moritz           | Super G      | Mikaela Shiffrin                  | Elena Curtoni           | Romane Miradoli    |
| 27/12/2022 | Semmering              | Reuzenslalom | Mikaela Shiffrin                  | Petra Vlhová            | Marta Bassino      |
| 28/12/2022 | Semmering              | Reuzenslalom | Mikaela Shiffrin                  | Lara Gut-Behrami        | Marta Bassino      |
| 29/12/2022 | Semmering              | Slalom       | Mikaela Shiffrin                  | Paula Moltzan           | Lena Dürr          |
| 04/01/2023 | Zagreb                 | Slalom       | Mikaela Shiffrin                  | Petra Vlhová            | Anna Swenn-Larsson |
| 05/01/2023 | Zagreb                 | Slalom       | Afgelast                          | Afgelast                | Afgelast           |
| 07/01/2023 | Kranjska Gora          | Reuzenslalom | Valérie Grenier                   | Marta Bassino           | Petra Vlhová       |
| 08/01/2023 | Kranjska Gora          | Reuzenslalom | Mikaela Shiffrin                  | Federica Brignone       | Lara Gut-Behrami   |
| 10/01/2023 | Flachau                | Slalom       | Petra Vlhová                      | Mikaela Shiffrin        | Lena Dürr          |
| 14/01/2023 | Sankt Anton am Arlberg | Super G      | Federica Brignone                 | Joana Hählen            | Lara Gut-Behrami   |
| 15/01/2023 | Sankt Anton am Arlberg | Super G      | Lara Gut-Behrami                  | Federica Brignone       | Marta Bassino      |
| 20/01/2023 | Cortina d'Ampezzo      | Afdaling     | Sofia Goggia                      | Ilka Štuhec             | Kira Weidle        |
| 21/01/2023 | Cortina d'Ampezzo      | Afdaling     | Ilka Štuhec                       | Kajsa Vickhoff Lie      | Elena Curtoni      |
| 22/01/2023 | Cortina d'Ampezzo      | Super G      | Ragnhild Mowinckel                | Cornelia Hütter         | Marta Bassino      |
| 24/01/2023 | Kronplatz              | Reuzenslalom | Mikaela Shiffrin                  | Lara Gut-Behrami        | Federica Brignone  |
| 25/01/2023 | Kronplatz              | Reuzenslalom | Mikaela Shiffrin                  | Ragnhild Mowinckel      | Sara Hector        |
| 28/01/2023 | Špindlerův Mlýn        | Slalom       | Mikaela Shiffrin                  | Lena Dürr               | Wendy Holdener     |
| 29/01/2023 | Špindlerův Mlýn        | Slalom       | Lena Dürr                         | Mikaela Shiffrin        | Zrinka Ljutić      |
| 6 tot en met 19 februari 2023: Wereldkampioenschappen alpineskiën 2023 in Courchevel & Méribel (telt niet mee voor wereldbeker) |                        |              |                                   |                         |                    |
| 26/02/2023 | Crans-Montana          | Afdaling     | Sofia Goggia                      | Federica Brignone       | Laura Gauché       |
| 26/02/2023 | Crans-Montana          | Super G      | Afgelast                          | Afgelast                | Afgelast           |
| 03/03/2023 | Kvitfjell              | Super G      | Cornelia Hütter                   | Elena Curtoni           | Lara Gut-Behrami   |
| 04/03/2023 | Kvitfjell              | Afdaling     | Kajsa Vickhoff Lie                | Sofia Goggia            | Corinne Suter      |
| 05/03/2023 | Kvitfjell              | Super G      | Nina Ortlieb                      | Stephanie Venier        | Franziska Gritsch  |
| 10/03/2023 | Åre                    | Reuzenslalom | Mikaela Shiffrin                  | Federica Brignone       | Sara Hector        |
| 11/03/2023 | Åre                    | Slalom       | Mikaela Shiffrin                  | Wendy Holdener          | Anna Swenn-Larsson |
| 15/03/2023 | Soldeu                 | Afdaling     | Ilka Štuhec                       | Sofia Goggia            | Lara Gut-Behrami   |
| 16/03/2023 | Soldeu                 | Super G      | Lara Gut-Behrami                  | Federica Brignone       | Ragnhild Mowinckel |
| 18/03/2023 | Soldeu                 | Slalom       | Petra Vlhová                      | Leona Popović           | Mikaela Shiffrin   |
| 19/03/2023 | Soldeu                 | Reuzenslalom | Mikaela Shiffrin                  | Thea Louise Stjernesund | Valérie Grenier    |

### Eindstanden
| Algemeen klassement | Algemeen klassement | Algemeen klassement | Algemeen klassement | Algemeen klassement | Algemeen klassement     | Algemeen klassement | Algemeen klassement | Algemeen klassement | Algemeen klassement | Algemeen klassement | Algemeen klassement |
| #                   | Naam                | Land                | Punten              | #                   | Naam                    | Land                | Punten              | #                   | Naam                | Land                | Punten              |
| ------------------- | ------------------- | ------------------- | ------------------- | ------------------- | ----------------------- | ------------------- | ------------------- | ------------------- | ------------------- | ------------------- | ------------------- |
| 1                   | Mikaela Shiffrin    | USA                 | 2206                | 11                  | Ilka Štuhec             | SLO                 | 602                 | 21                  | Ana Bucik           | SLO                 | 405                 |
| 2                   | Lara Gut-Behrami    | SUI                 | 1217                | 12                  | Corinne Suter           | SUI                 | 571                 | 22                  | Kira Weidle         | GER                 | 401                 |
| 3                   | Petra Vlhová        | SVK                 | 1125                | 13                  | Michelle Gisin          | SUI                 | 552                 | 23                  | Franziska Gritsch   | AUT                 | 391                 |
| 4                   | Federica Brignone   | ITA                 | 1069                | 14                  | Cornelia Hütter         | AUT                 | 512                 | 24                  | Joana Hählen        | SUI                 | 386                 |
| 5                   | Sofia Goggia        | ITA                 | 916                 | 15                  | Paula Moltzan           | USA                 | 506                 | 25                  | Valérie Grenier     | CAN                 | 384                 |
| 6                   | Ragnhild Mowinckel  | NOR                 | 906                 | 16                  | Tessa Worley            | FRA                 | 500                 | 26                  | Kajsa Vickhoff Lie  | NOR                 | 352                 |
| 7                   | Wendy Holdener      | SUI                 | 858                 | 17                  | Lena Dürr               | GER                 | 493                 | 27                  | Leona Popović       | CRO                 | 349                 |
| 8                   | Marta Bassino       | ITA                 | 749                 | 18                  | Anna Swenn-Larsson      | SWE                 | 470                 | 28                  | Jasmine Flury       | SUI                 | 342                 |
| 9                   | Elena Curtoni       | ITA                 | 666                 | 19                  | Mirjam Puchner          | AUT                 | 462                 | 29                  | Nina Ortlieb        | AUT                 | 336                 |
| 10                  | Sara Hector         | SWE                 | 636                 | 20                  | Thea Louise Stjernesund | NOR                 | 406                 | 30                  | Ramona Siebenhofer  | AUT                 | 324                 |

| Afdaling | Afdaling           | Afdaling | Afdaling |
| #        | Naam               | Land     | Punten   |
| -------- | ------------------ | -------- | -------- |
| 1        | Sofia Goggia       | ITA      | 740      |
| 2        | Ilka Štuhec        | SLO      | 551      |
| 3        | Corinne Suter      | SUI      | 309      |
| 4        | Elena Curtoni      | ITA      | 308      |
| 5        | Mirjam Puchner     | AUT      | 273      |
| 6        | Lara Gut-Behrami   | SUI      | 272      |
| 7        | Kira Weidle        | GER      | 250      |
| 8        | Kajsa Vickhoff Lie | NOR      | 246      |
| 9        | Nina Ortlieb       | AUT      | 229      |
| 10       | Ragnhild Mowinckel | NOR      | 226      |

| Super G | Super G            | Super G | Super G |
| #       | Naam               | Land    | Punten  |
| ------- | ------------------ | ------- | ------- |
| 1       | Lara Gut-Behrami   | SUI     | 413     |
| 2       | Federica Brignone  | ITA     | 368     |
| 3       | Ragnhild Mowinckel | NOR     | 366     |
| 4       | Elena Curtoni      | ITA     | 358     |
| 5       | Cornelia Hütter    | AUT     | 347     |
| 6       | Corinne Suter      | SUI     | 259     |
| 7       | Mikaela Shiffrin   | USA     | 240     |
| 8       | Marta Bassino      | ITA     | 200     |
| 9       | Michelle Gisin     | SUI     | 198     |
| 10      | Mirjam Puchner     | AUT     | 189     |

| Reuzenslalom | Reuzenslalom            | Reuzenslalom | Reuzenslalom |
| #            | Naam                    | Land         | Punten       |
| ------------ | ----------------------- | ------------ | ------------ |
| 1            | Mikaela Shiffrin        | USA          | 800          |
| 2            | Lara Gut-Behrami        | SUI          | 532          |
| 3            | Marta Bassino           | ITA          | 515          |
| 4            | Petra Vlhová            | SVK          | 486          |
| 5            | Federica Brignone       | ITA          | 476          |
| 6            | Sara Hector             | SWE          | 393          |
| 7            | Valérie Grenier         | CAN          | 354          |
| 8            | Tessa Worley            | FRA          | 328          |
| 9            | Ragnhild Mowinckel      | NOR          | 311          |
| 10           | Thea Louise Stjernesund | NOR          | 236          |

| Slalom | Slalom                | Slalom | Slalom |
| #      | Naam                  | Land   | Punten |
| ------ | --------------------- | ------ | ------ |
| 1      | Mikaela Shiffrin      | USA    | 945    |
| 2      | Wendy Holdener        | SUI    | 655    |
| 3      | Petra Vlhová          | SVK    | 630    |
| 4      | Lena Dürr             | GER    | 493    |
| 5      | Anna Swenn-Larsson    | SWE    | 470    |
| 6      | Leona Popović         | CRO    | 349    |
| 7      | Paula Moltzan         | USA    | 297    |
| 8      | Ana Bucik             | SLO    | 259    |
| 9      | Sara Hector           | SWE    | 243    |
| 10     | Hanna Aronsson Elfman | SWE    | 240    |

## Landenwedstrijd
| Datum      | Plaats | Onderdeel | Eerste                                                                                  | Tweede                                                                  | Derde                                                                |
| ---------- | ------ | --------- | --------------------------------------------------------------------------------------- | ----------------------------------------------------------------------- | -------------------------------------------------------------------- |
| 17/03/2023 | Soldeu | Team      | Noorwegen Thea Louise Stjernesund Rasmus Windingstad Maria Therese Tviberg Timon Haugan | Zwitserland Camille Rast Livio Simonet Andrea Ellenberger Semyel Bissig | Oostenrijk Franziska Gritsch Fabio Gstrein Julia Scheib Adrian Pertl |